# Poplar Grove (Illinois)
Poplar Grove – wieś w USA, w stanie Illinois, w hrabstwie Boone. Według spisu z 2000 roku wioskę zamieszkuje 1 368 osób.

## Geografia
Miasto zajmuje powierzchnię 11,7 km², całość stanowi ląd.

## Demografia
Według spisu z 2000 roku miasto zamieszkuje 1 368 osób skupionych w 453  gospodarstwach domowych, tworzących 370 rodzin. Gęstość zaludnienia wynosi 117,6 osoby/km². W mieście znajdują się 479 budynki mieszkalne, a ich gęstość występowania wynosi 41,2 mieszkania/km². Miasto zamieszkuje 98,46% ludności białej, 0,22% to rdzenni Amerykanie, 0,07% Azjaci, 1,02% ludność innej rasy i 0,22% ludności wywodzącej się z dwóch lub więcej ras. Hiszpanie lub Latynosi stanowią 1,83% populacji.
W mieście są 453 gospodarstwa domowe, w których 45,9% stanowią dzieci poniżej 18 roku życia żyjących z rodzicami, 69,3% stanowią małżeństwa, 8,2% stanowią kobiety nie posiadające męża oraz 18,3% stanowią osoby samotne. 13,5% wszystkich gospodarstw domowych składa się z jednej osoby oraz 6,4% żyjących samotnie ma powyżej 65 roku życia. Średnia wielkość gospodarstwa domowego wynosi 3,02 osoby, natomiast rodziny 3,3 osoby. 
Przedział wiekowy kształtuje się następująco: 33,5% stanowią osoby poniżej 18 roku życia, 7,4% stanowią osoby pomiędzy 18 a 24 rokiem życia, 29,8% stanowią osoby pomiędzy 25 a 44 rokiem życia, 21,3% stanowią osoby pomiędzy 45 a 64 rokiem życia oraz 8,1% stanowią osoby powyżej 65 roku życia. Średni wiek wynosi 32 lat. Na każde 100 kobiet przypada 104,8 mężczyzn. Na każde 100 kobiet powyżej 18 roku życia przypada 100,9 mężczyzn.
Średni dochód dla gospodarstwa domowego wynosi 56 375 dolarów, a dla rodziny wynosi 60 800 dolarów. Dochody mężczyzn wynoszą średnio 43 125 dolarów, a kobiet 25 982 dolarów. Średni dochód na osobę w mieście wynosi 20 493 dolarów. Około 3,5% rodzin i 4,2% populacji miasta żyje poniżej minimum socjalnego, z czego 5,4% jest poniżej 18 roku życia i 2,8% powyżej 65 roku życia.